# Pieter Hinlopen
Pieter Anthoni(j) Hinlopen, ook: Pieter Anthony Hinlópen of Pieter Anthoni Hinlopen van Sterkenburg (Loosduinen, 5 december 1780 – Utrecht, 31 augustus 1849) was een Nederlands politicus. Hij was schout in Utrecht, burgemeester van Driebergen en Rijsenburg, en gedeputeerde van Provinciale Staten van Utrecht.
Pieter Hinlopen werd geboren als de zoon van Jelmer Hinlopen (1753-1783) en Petronella Johanna Godin vrouwe van Drakensteijn (1753-1791). Hij huwde Anna Maria Cornelia van Westreenen (1782 - 1856) met wie hij vijf kinderen kreeg. 
Van Hinlopen werd in 1808 benoemd tot hoofdschout van het Overkwartier in het departement Utrecht. Hij was daarmee de opvolger van de tot drost in het Eerste Kwartier benoemde J.M. van Tuill van Serooskerken.
In 1797 liet hij buitenplaats De Engh bouwen in Driebergen. In 1830 werd De Engh verkocht aan de gezusters Elias uit Amsterdam. Omstreeks 1813 werd Van Hinlopen burgemeester van Driebergen en Rijsenburg. Op 19 september 1814 werd hij namens Amerongen lid van Provinciale Staten van Utrecht en zou dat blijven tot 1 juli 1849. 
In 1829 werd Van Hinlópen de nieuwe bewoner van kasteel Sterkenburg in Driebergen. Van 3 juli 1821 tot 31 maart 1848 was Van Hinlopen gedeputeerde voor Utrecht.